# Yadhira Carrillo
Yadhira Carrillo Villalobos (Aguascalientes, 12 de mayo de 1972) es una actriz, presentadora, empresaria y ex-reina de belleza mexicana.

## Estudios
Estudió Administración en Negocios Internacionales en Aguascalientes. En 1994 entró al concurso Nuestra Belleza Aguascalientes, logrando ser la representante del estado y colocándose en el segundo puesto de "Nuestra Belleza México 1994", perdiendo ante Luz María Zetina. Posteriormente ingresó al Centro de Educación Artística de Televisa.

## Carrera artística
Comenzó a actuar en 1996, en un pequeño papel de reparto en la telenovela Canción de amor. Al año siguiente interpreta a Teresa en Te sigo amando, otra telenovela. Participó en el unitario Mujer, casos de la vida real, en un episodio, como Lilia; y en tres episodios en María Isabel, como Josefina, también en 1997. En 1998 actúa en la película La primera noche, como La prima; y en El privilegio de amar, como María José. Interpretó a Raquel en la secuela Más allá de la usurpadora en 1999. Cerrando el siglo, interpreta los papeles de Magdalena de la Soledad/Sol/Lena en la telenovela El niño que vino del mar.
Ya en el 2000, aparece en La casa en la playa como Georgina Castro; e interpreta, en un papel de villana, a Sandra Rangel en la telenovela El precio de tu amor. En 2001 actúa en la miniserie Navidad sin fin, como Toñita; y como Lydia en la telenovela española El secreto. En 2002 Yadhira Carrillo interpreta a dos personajes en la telenovela La otra, la cual tuvo un gran éxito. Yadhira tuvo que enfrentarse al reto de interpretar a dos personajes totalmente opuestos en una misma telenovela: a Carlota Guillen, la protagonista y Cordelia Portugal, la villana, lo cual la hace acreedora del premio llamado "TvyNovelas" por ser la mejor actriz protagónica, premio recibido al año siguiente.
En 2003 graba la telenovela Amarte es mi pecado y realiza la obra de teatro Espíritu travieso, ganando por ello el premio de la Asociación de Críticos y Periodistas de Teatro en el rubro Revelación Femenina en marzo del año posterior.
En 2004 tiene bastante trabajo. Primero, sale al aire como Leonora 'Nora' Guzmán Madrigal de Horta de Sandoval en la telenovela Amarte es mi pecado, grabada en el año anterior. Luego, tiene una participación en la telenovela  Rubí protagonizada por Bárbara Mori, interpretando a Elena Navarro. Es dos veces invitada a El Show de Cristina de Cristina Saralegui; la segunda vez participa en el show de Navidad. En 2005 actúa en la telenovela Barrera de amor como María Teresa 'Maité' Galván. Después de la lesión que sufre en las piernas trabajando en la obra de teatro Las noches de Salón México, dijo que tendrá que medicarse el resto de su vida.
Ya recuperada, Yadhira es coronada la Reina del Carnaval de Carolina del Norte 2006, lo que la consolida como una de las actrices
preferidas en los Estados Unidos. En 2007, llega como anfitriona (conductora) al programa vespertino Nuestra casa, demostrando sus cualidades en
esta otra faceta. Su coconductor es Manuel Landeta. En septiembre del mismo año, Yadhira estelariza la telenovela Palabra de mujer, interpretando a Fernanda Ortiz, una de las 4 colaboradoras del programa televisivo del mismo nombre. Compartió créditos protagónicos con Edith González, Ludwika Paleta y Lidia Ávila.
En 2025 aparece en una participación especial en el capítulo final de la telenovela Las hijas de la señora García poniendo así punto final a su retiro del medio artístico tras 17 años.

## Vida personal
El 9 de julio de 2019, su esposo Juan Collado fue arrestado por la Fiscalía General de la República, en cumplimiento de una orden de aprehensión, por los delitos de delincuencia organizada y lavado de dinero.Actualmente Collado fue absuelto de los cargos que se le imputaban y fue liberado de la cárcel.

## Trayectoria
| Telenovelas | Telenovelas                  | Telenovelas                         | Telenovelas |
| Año         | Título                       | Rol                                 |             |
| ----------- | ---------------------------- | ----------------------------------- | ----------- |
| 1996        | Canción de amor              | Margara                             |             |
| 1996        | Te sigo amando               | Teresa                              |             |
| 1997–1998   | María Isabel                 | Josefina                            |             |
| 1998        | El privilegio de amar        | María José                          |             |
| 1998        | Más allá de... La usurpadora | Raquel Andrea García                |             |
| 1999        | El niño que vino del mar     | Magdalena de la Soledad             |             |
| 2000        | La casa en la playa          | Georgina Castro                     |             |
| 2000        | El precio de tu amor         | Sandra Rangel                       |             |
| 2001        | El secreto                   | Lydia                               |             |
| 2001        | Navidad sin fin              | Toñita                              |             |
| 2002        | La otra                      | Carlota Guillén / Cordelia Portugal |             |
| 2004        | Amarte es mi pecado          | Nora Guzmán / Leonora Madrigal      |             |
| 2004        | Rubí                         | Elena Navarro                       |             |
| 2005 - 2006 | Barrera de amor              | María Teresa "Maite" Galván         |             |
| 2007        | Amor sin maquillaje          | Ella misma                          |             |
| 2007 - 2008 | Palabra de mujer             | Fernanda Ortiz                      |             |

| Programas de Televisión | Programas de Televisión | Programas de Televisión | Programas de Televisión |
| Año                     | Título                  | Rol                     |                         |
| ----------------------- | ----------------------- | ----------------------- | ----------------------- |
| 2004                    | La guerra de los sexos  | Competidora             |                         |
| 2011                    | 100 mexicanos dijeron   | Ella misma              |                         |
| 2012                    | Sabadazo                | Ella misma              |                         |
| 2014                    | Programa Hoy            | Presentadora Invitada   |                         |

## Vídeos musicales
| Año  | Título         | Artista         | Dirección    |
| ---- | -------------- | --------------- | ------------ |
| 1997 | Lo mejor de mí | Cristian Castro | Pedro Torres |
| 2005 | Que seas feliz | Luis Miguel     | Pedro Torres |

## Premios
- Premio a la Mujer 2011[3]

### Premios TVyNovelas
| Año  | Telenovela           | Categoría                | Resultado | Ref. |
| ---- | -------------------- | ------------------------ | --------- | ---- |
| 2004 | Amarte Es Mi Pecado  | Mejor actriz protagónica | Nominada  |      |
| 2003 | La Otra              | Mejor actriz protagónica | Ganadora  |      |
| 2001 | El Precio De Tu Amor | Mejor villana            | Nominada  |      |
| 2001 | El Precio De Tu Amor | Mejor actriz de reparto  | Nominada  |      |

### Premios El Heraldo de México
| Año  | Categoría           | Telenovela           | Resultado |
| ---- | ------------------- | -------------------- | --------- |
| 2001 | Revelación femenina | El precio de tu amor | Ganadora  |

### Premios INTE
| Año  | Categoría      | Trabajo nominado | Resultado |
| ---- | -------------- | ---------------- | --------- |
| 2003 | Actriz del año | La otra          | Nominada  |